# INFOBAR A01
INFOBAR A01（いんふぉばー えーぜろいち）は、auブランドを展開するKDDI、および沖縄セルラー電話のCDMA 1X WIN向けとしてシャープが開発・製造したストレート型スマートフォンである。製品記号はCDMA SHX11、メーカー記号はAS35である。

## 概要
iidaブランドおよびINFOBARシリーズで初めてのAndroidスマートフォンで、INFOBARシリーズの三代目にあたる。シリーズを手がけた深澤直人がデザインしてグッドデザイン賞、インディアナポリス美術館パーマネントコレクションに選定された。
INFOBAR2まで開発を担当した鳥取三洋電機は携帯電話事業から撤退しており、本機種はシャープが担当した。本機種はシャープがiidaブランドで開発した初の機種である。同時期に発売されたIS11SH・IS12SHと異なり、AQUOS PHONEシリーズには含まない。
カラーは「KURO」「NISHIKIGOI」「HACCA」「CHOCOMINT」「CHOCOPINK」の5種類がラインナップされ、「NISHIKIGOI」「CHOCOMINT」「CHOCOPINK」は艶があるグロス仕上げ、ほかはつや消し仕上げである。画面下部の「MENU」「HOME」「BACK」3キーがINFOBARの特徴的な配色である。
おサイフケータイ・赤外線通信・ワンセグなどの日本国内向けサービスにも対応している。ワンセグは本体にアンテナが内蔵しておらず、付属のシャープmicroUSB-3.5変換ケーブル01をmicroUSB端子に接続する。音声出力端子はなく、ヘッドフォンは変換ケーブルでmicroUSB端子接続するかBluetoothレシーバーを用いる。
ディスプレイは、同時期に発表されたシャープ製スマートフォンと同じ3.7インチQHD相当540×960ピクセルの液晶を採用する。3D表示機能、3D撮影機能はない。
通信機能は、WIN HIGH SPEEDの下り最大9.2Mbps、上り最大5.5Mbps、Wi-Fi、グローバルパスポートのGSM/CDMAに対応するが、Android 2.2以降の標準機能であるテザリングは対応しない。
本機種のテンキーボード付きバージョンにあたるINFOBAR C01の「C」はClassicを、INFOBAR A01の「A」はAdvancedをそれぞれ意味する。
後発のINFOBAR C01 (CDMA SHX12) からiidaロゴが廃止され、iidaロゴが刻印される最後の機種となった。

## iida UI
INFOBAR A01のUIは、au標準のOcean Observations社ではなくインターフェイスデザイナー中村勇吾が担当したiida UIである。iida UIは縦長インタフェイスのiida Homeと通常のAndroidホーム画面に近いwidget Homeがある。iida UIは最大で240個のアプリやウィジェットを配置可能である。Google Play Storeなどでダウンロードしたウィジェットは、後者のwidget homeへ配置する。iida UIは今後展開されるiidaスマートフォンに標準採用の予定で、2012年3月現在で当機種とINFOBAR C01が採用している。

### テーマ
iida UIのテーマカラーは6種類（CHOCOPINKのみ7種類）がプリセットされる。iida.jpから4種類のオリジナルテーマ及びプリセットテーマがダウンロードできる。オリジナルテーマはFacebookのiidaページで行われた企画「Which Theme Do You Like?」で、全16テーマからユーザー投票で選出された。テーマの自作は非公式ながら可能である。

#### テーマ一覧
- プリセットテーマ
  - Metal（削除不可）
  - Muji
  - Leather
  - Wood
  - Red
  - Mint
  - Pink（CHOCOPINKのみ）
  - Rug（INFOBAR C01プリセットテーマ）
- Which Theme Do You Like? でのユーザー投票によって配信されているテーマ
  - Shibafu
  - Denim Stitch
  - Washi
  - Concrete

## プリインストールアプリケーション
（ショートカットによる対応も含む・一部省略）
- Google製アプリケーション
  - Google検索、Google音声検索
  - Android Market（Google Playに改称）
  - Gmail
  - Googleマップ各種アプリ
  - ニュースと天気
  - トーク
  - YouTube
- auサービス
  - au one Market（au Marketに改称）
  - au one for iida
  - LISMO Player
  - ニュースEX
  - Skype au
  - facebook
  - Jibe（Friends Noteに改称）
  - Gガイド番組表（au one テレビ.Gガイドに改称）
  - au one GREE
- mixi for SH - マイミクの日記やボイスの確認、画像付きの日記の作成・投稿が行える。またウィジェット機能も搭載されている。
- Twitter
- Smart Familink
- Documents To Go
- バーコードリーダー、情報リーダー、名刺リーダー
- メーカアプリ（GARAPAGOS SQUARE）

## アクセサリー
iidaブランドから数種類のINFOBAR A01専用アクセサリーが発表・販売され、イタリアの文具メーカーNAVAとコラボレーションした製品の発売も発表されている。
- INFOBAR A01 COVER
- INFOBAR A01 LEATHER CASE
- AC Adapter JUPITRIS（G'zOne IS11CA、IS11SH、IS12SHへも対応）
- iida and NAVA コンセプトモデル
  - iida and NAVA IRV01 - レザーとストレッチ素材を組み合わせたINFOBAR A01専用カバー。
  - iida and NAVA ITO01 - 発泡ポリプロピレンのスマートフォンケース。
  - iida and NAVA ITO02 - レザー素材のスマートフォンケース。
  - iida and NAVA ITO03 - レザー素材の手帳型スマートフォンケース。
  - iida and NAVA RSD01 - シリコン素材のINFOBAR A01専用ケース。四隅を覆い、本体を浮かせることで傷などから守る。
  - iida and NAVA RSD02 - レザー素材のスマートフォンケース。
  - iida and NAVA RSD03 - デジタルプリントレザーのスマートフォンケース。
  - iida and NAVA RSD04 - 財布としても使用できるスマートフォンケース。

上記のうち、「IRV01」はジェームズ・アーヴィン（デザイナー）（en:James Irvine (designer)）、「ITO02」「ITO03」は伊藤節+伊藤志信、「RSD02」「RSD03」「RSD04」はカリム・ラシッド（en:Karim Rashid）によるデザインである。

## 沿革
- 2011年（平成23年）5月17日 - KDDIが発表する。
- 2011年6月21日 - 連邦通信委員会 (FCC) が認定する。
- 2011年6月30日 - 全国で一斉に発売する。
- 2011年7月11日 - 1回目のアップデート。
- 2011年8月4日 - 2回目のアップデート。
- 2011年9月26日 - 3回目のアップデート。
- 2011年10月3日[6] - グッドデザイン賞受賞。
- 2011年11月21日 - 新色「CHOCOPINK」を追加する。
- 2011年12月1日 - 新色を発売する。
- 2011年12月27日 - 4回目のアップデート。
- 2012年（平成24年）1月上旬 - KDDI直営のECサイト「auオンラインショップ」で発売する。在庫分が無くなり次第販売終了。新規・MNP・機種変更も扱う。
- 2012年3月22日 - 5回目のアップデート。
- 2012年3月下旬 - 北海道・関東・北陸・中国・四国地区で終売となる。
- 2012年7月22日 - L800MHz（旧800MHz帯・CDMA Bandclass 3）帯エリアの音声・データ通信サービスが停波し、以降N800MHz（新800MHz帯・CDMA Bandclass 0 Subclass 2）帯エリア、2GHz（CDMA Bandclass 6）帯エリアで音声・データ通信サービスを利用する。
- 2012年12月 - 全国で終売となる。
- 2013年12月12日[7]  - 米国・インディアナポリス美術館のパーマネントコレクションに選定される。

## 主な機能・サービス
※PC向けWebブラウザが標準装備される。携帯向けサイト (EZWeb) は他のスマートフォンやPCと同じく閲覧不可。
| 主な機能・対応サービス                                                  | 主な機能・対応サービス                           | 主な機能・対応サービス              | 主な機能・対応サービス        |
| ----------------------------------------------------------------------- | ------------------------------------------------ | ----------------------------------- | ----------------------------- |
| Webブラウザ                                                             | LISMO! for Android メディアプレイヤー LISMO WAVE | おサイフケータイ                    | ワンセグ                      |
| au one メール PCメール Gmail EZwebメール                                | デコレーションメール デコレーションアニメ        | Skype au                            | PCドキュメント                |
| au Smart Sports Run & Walk Karada Manager ゴルフ(web版) Fitness、歩数計 | GPS 方位計                                       | au oneナビウォーク au one助手席ナビ | au one ニュースEX au one GREE |
| じぶん銀行                                                              | 緊急地震速報                                     | Bluetooth                           | 無線LAN機能 (Wi-Fi)           |
| 赤外線通信 (IrSimple)                                                   | WIN HIGH SPEED                                   | グローバルパスポート(CDMA/GSM)      | auフェムトセル                |
| microSD microSDHC                                                       | モーションセンサー(6軸)                          | 防水                                | 簡易留守録 着信拒否設定       |

- 安心セキュリティパックは、ウイルスバスターモバイル for auのみ対応
- ベールビュー (覗き見防止フィルタのON/OFF)
- AQUOSスマートファミリンク
- 家庭用レコーダーから番組持ち出し。USB経由または直接にSDカードへ転送する。レコーダーにより転送可能な放送の種類は異なるが、AQUOS以外の他社レコーダーからも可能である

## ケータイアップデート
- 2011年7月11日にアップデートが配信された。[9]
  - 電池の消費が早くなる場合がある。
- 2011年8月4日に2度目のアップデートが配信された。[10]
  - Eメールの自動受信に失敗する場合がある。
  - メール機能の改善。
    - Eメール送受信時の認証方法の強化。
    - Cメールで利用できる文字数が、全角文字で70文字、半角文字で140文字まで拡張。
    - EメールとCメールの判別がしやすいよう、アイコンの変更。

  - 端末カラーに合わせた4種類のキーボードイメージの追加。
  - 正式な発表はないが再起動時にiida UIのメニュー並べ替えが崩れる不具合も解消される。
- 2011年9月26日に3度目のアップデートが配信された。[11]
  - スリープモード中に電源キーを押下しても、スリープモードが解除されない場合がある。
  - Eメールの「返信」、「全員へ返信」、「転送」操作が出来ない場合がある。
  - 総ピクセル数207万3601個以上のサイズの大きな画像の壁紙表示画質の向上。
  - トヨタ自動車のG-BOOKテレマティックスサービスが利用可能となる。
- 2011年12月27日に4度目のアップデートが配信された。[12]
  - G-BOOKとのBluetooth接続で、ハンズフリー接続等の一部動作が不安定になる不具合の解消。
- 2012年3月22日に5度目のアップデートが配信された。[13]
  - 「災害・避難情報」へ対応。
- 2012年8月30日に6度目のアップデートが配信された。[14]
  - Wi-Fiの品質の向上。[15]
  - 災害・避難情報受信時をCメールとして重複受信する不具合の改善。
  - 非対応のmicroSDXCメモリカードを取り付けるとメモリカード内のデータが破損する恐れがある。[16]